# Molfetta Sportiva 1933-1934
Questa pagina raccoglie i dati riguardanti  il Molfetta Sportiva nelle competizioni ufficiali della stagione 1933-1934.

## Rosa
| N. |                   | Ruolo | Calciatore         |
| -- | ----------------- | ----- | ------------------ |
|    | Italia (bandiera) | P     | Giuseppe Abbascia  |
|    | Italia (bandiera) | D     | Salvatore Bindi    |
|    | Italia (bandiera) | C     | Giuseppe Calò      |
|    | Italia (bandiera) | C     | Giuseppe Capriati  |
|    | Italia (bandiera) | A     | Francesco Cosma    |
|    | Italia (bandiera) | D     | Francesco De Fazio |
|    | Italia (bandiera) | C     | Domenico Di Pinto  |

| N. |                   | Ruolo | Calciatore        |
| -- | ----------------- | ----- | ----------------- |
|    | Italia (bandiera) | C     | Arcangelo Di Reda |
|    | Italia (bandiera) | D     | Oronzo Pugliesi   |
|    | Italia (bandiera) | D     | Gennaro Sallustio |
|    | Italia (bandiera) | D     | Michele Sollecito |
|    | Italia (bandiera) | A     | Visentini         |
|    | Italia (bandiera) | A     | Francesco Zito    |